# Виннипег (база Канадских вооружённых сил)
Ба́за Кана́дских вооружённых сил «Виннипе́г» ((ИАТА: YWG, ИКАО: CYWG), англ. Canadian Forces Base Winnipeg, фр. Base des Forces canadiennes Winnipeg) — база Канадских вооружённых сил, расположенная в городе Виннипег, провинция Манитоба. Совмещена с Международным аэропортом Виннипег Джеймс Армстронг Ричардсон. На базе «Виннипег» размещено много подразделений поддержки полётов, а также несколько учебных школ. На базе располагается 17-е крыло Королевских военно-воздушных сил Канады.
Базу обслуживает свыше 3600 человек военнослужащих и гражданских служащих.
Одним из сооружений базы является Билли Бишоп Билдинг, которое является штаб-квартирой 1-й Канадской авиационной дивизии и Канадской зоны Командования воздушно-космической обороны Северной Америки (НОРАД).

## База ВВС Канады Виннипег
Аэродром Виннипег основан в 1922 г. Канадским авиационным советом федерального правительства (в 1920 г. Канадские ВВС были расформированы), а в 1925 г., через год после создания ВВС Канады, он был известен как база ВВС Канады Виннипег.
Вначале база служила зимним размещением частей, дислоцированных в Северной Манитобе. В ходе Второй мировой войны база выполняла расширенные функции, участвуя в Учебной авиационной программе Великобритании и Содружества. База ВВС Канады Виннипег также стала крупным снабженческо-ремонтным депо для ВВС.
После войны на базе ВВС Канады Виннипег продолжали обучать лётчиков и штурманов из многих стран-союзниц, а также из своих действующих эскадрилий ВВС Канады. На базе долго размещался резерв ВВС: эскадрилья № 112 с 1932 по 1940 гг. и эскадрилья № 402 с 1946 г. Последняя эскадрилья последовательно пользовалась машинами P-51D Mustang, DH Vampire, Beech C-45 Expeditor, DH Otter и C-47 Dakota.